# Garfagem
A garfagem é um processo de enxertia que consiste em fixar um pedaço de ramo (garfo) no caule de um outro vegetal (cavalo), de forma que o ramo se desenvolva. 

A garfagem difere da borbulhia por geralmente possuir mais de um garfo e porque o cavalo tem a sua parte superior decapitada.

## Técnica
Na garfagem, o enxerto é feito a aproximadamente 20 centímetros acima do nível do solo, podendo ainda ser feito abaixo dele, na raiz.
A região do ramo que foi podada com a tesoura é então alisada com um canivete.
Para que haja sucesso, é necessário que a região cambial do garfo seja colocada em contato íntimo com a do cavalo.
Após a justaposição do cavalo, a região será amarrada e recoberta com um material plástico de fácil modelagem denominado mástique, que tem por finalidade proteger a parte exposta da madeira contra a ação de fungos e penetração de humidade.
Atualmente, há outro material que substitui o mástique.

## Prática
A garfagem é geralmente praticada no Inverno, quando há repouso vegetativo nas plantas de folhas caducas. Para as plantas de folhas persistentes, pode ser feito em qualquer época do ano.

## Tipos de Garfagem

### Garfagem em fenda
Após podar o cavalo e alisar o corte, é feita com o canivete uma fenda perpendicular no sentido do diâmetro, com profundidade de aproximadamente 2 centímetros. A fenda pode ser cheia ou esvaziada. O garfo deve ter o mesmo diâmetro do cavalo e ser preparado em forma de cunha.

### Garfagem em fenda dupla
É adoptado quando o garfo é de diâmetro inferior ao raio do cavalo. O método é igual ao de fenda, mas utilizam-se dois garfos, um para cada extremidade.

### Garfagem em meia-fenda cheia
Neste método é preciso fazer uma fenda no cavalo, no sentido do raio, até atingir a medula. A fenda pode estender-se a até cerca de 2 a 3 centímetros, no sentido do comprimento do ramo.  O garfo deve ser preparado na forma de bisel e deve ter aproximadamente o mesmo comprimento da incisão lateral.

### Garfagem em meia-fenda esvaziada
É semelhante ao método anterior, diferindo apenas por se praticar duas incisões convergentes, de modo a retirar uma cunha de madeira ao esvaziar a incisão. É o mais adequado para espécies de lenho duro.

### Garfagem em fenda incrustada
É feita como a garfagem de meia-fenda esvasiada, a única diferença é que a fenda não atinge a medula. É geralmente utilizada quando os garfos são mais finos.

### Garfagem em fenda lateral
Ou garfagem lateral. Consiste em retirar um segmento do caule do cavalo e do enxerto a cerca de 5 centímetros, de forma que haja contato entre eles.

### Garfagem em fenda a cavalo
Ou garfagem no enxerto. Consiste em decepar o cavalo fazendo com que ele tome forma de cunha. O enxerto é cortado e nele é feito uma fenda. Depois, faz-se a junção das partes e amarra-se o fitilho e o saco plástico. É o oposto a garfagem em fenda.

### Garfagem inglesa simples
Pode ser praticado apenas se o cavalo e o cavaleiro tiverem o mesmo diâmetro. Consiste em fazer um corte em forma de bisel no cavalo e no cavaleiro e unir as partes, amarrando em seguida.

### Garfagem inglesa complicada
É parecida com a inglesa simples, mas faz-se uma incisão longitudinal em ambas as partes a unir. A incisão será feita no terço inferior do garfo, se a do cavalo for feita no terço superior, para haver perfeiro encaixe entre as fendas. Esse método dá ao enxerto maior penetração de uma parte sobre a outra, implicando
em mais fixação.